# Ostha melanopasa
Ostha melanopasa är en fjärilsart som beskrevs av Dyar 1914. Ostha melanopasa ingår i släktet Ostha och familjen nattflyn. Inga underarter finns listade i Catalogue of Life.